# العجائب السبعة (نجوم نيوترونية)
العجائب السبعة في علم الفلك هو الاسم غير الرسمي لمجموعة من النجوم النيوترونية المعزولة الهادئة والشابة التي تقع على مسافة 200-500 فرسخ فلكي من الأرض. وتعرف هذه الأجرام الفلكية أيضا تحت مسمى XDINS  (نجوم الأشعة السينية النيوترونية الخافتة المعزولة) وXTINS  (نجوم الأشعة السينية النيوترونية الحرارية).

## تاريخ
أول نجم ينتسب لهذا التصنيف هو النجم النيوتروني RX J1856.5-3754 الذي يقع في كوكبة الإكليل الجنوبي واكتشف من قبل والتر وآخرون. في عام 1992.
أستعمل مصطلح العجائب السبعة في البداية للإشارة إلى مصادرRX J1856.5-3754, RBS1556, RBS1223, RX J0806.4-4132, RX J0720.4-3125, RX J0420.0-5022 و MS 0317.7-6647. وسرعان ما تبين أن MS 0317.7-6647 في الواقع، ليس نجم نيوتروني. وفي عام 2001 اكتشف نجم جديد يناسب مع هذا التصنيف: 1RXS J214303.7+065419/RBS 1774. ومنذ عام 2001، لم يظهر أي مرشح مناسب جديد. واكتشفت المصادر السبعة جميعها بواسطة مرصد روسات الفضائي .

## خصائص
نجوم العجائب السبعة قريبة نسبيا (مابين 200 إلى 500 فرسخ فلكي)، وتقدر أعمارها (ببضع مئات الآلاف من السنين) وهى عبارة عن مجموعة من النجوم النيوترونية الباردة المعزولة التي تنبعث منها أشعة سينية لينة. ويتم تأكيد برودة هذة النجوم بسبب توافق أطيافها مع طيف الجسم الأسود .درجة الحرارة النموذجية هي حوالي 50-100 إلكترون فولت (57.5–115 كيلوكلفينس ) وللمقارنة، فإن درجة حرارة الإكليل الشمسي تبلغ حوالي 5 ميغا كلفن. ستة نجوم على الأقل تظهر فترات دوران في نطاق ما يقرب من 3 إلى 12 ثانية.
أشكال منحنى الضوء هي شبه جيبية أحادية الذروة .علي الرغم من أن، النجم RX J1308.6+2127 يعرض منحنى ضوئي ذروته مزدوجة، وفي النجم  RX J0420.0-5022 هناك بعض الأدلة على انحراف مظهر النبضات، مع ارتفاع أبطأ وتراجع أسرع.

### الخصائص الفيزيائية
| مصدر, RX J             | فترة الدوران | السعة/2 | درجة الحرارة, eV | إمتصاص خط الطاقة, eV |
| ---------------------- | ------------ | ------- | ---------------- | -------------------- |
| 1856.5−3754            | 7.06         | 1.5%    | 60-62            | no                   |
| 0720.4−3125            | 8.39         | 11%     | 85-87            | 270                  |
| 1605.3+3249 (RBS 1556) | ???          | -       | 93-96            | 450                  |
| 1308.6+2127 (RBS 1223) | 10.31        | 18%     | 102              | 300                  |
| 2143.0+0654 (RBS 1774) | 9.44         | 4%      | 102-104          | 700                  |
| 0806.4−4123            | 11.37        | 6%      | 92               | 460                  |
| 0420.0−5022            | 3.45         | 13%     | 45               | 330                  |

بيانات الجدول مأخوذة جزئيا من كابلان (2008), ، وجزئيا من مراجعة من قبل آر. ترولا، ومن مصادر أخرى. وتختلف تقديرات درجة الحرارة قليلا في منشورات مختلفة. المصدر RX J0720.4-3125 متغير درجة الحرارة والنبض.